# Seznam uměleckých realizací ve veřejném prostoru v Dolních Počernicích
Seznam uměleckých realizací v Dolních Počernicích v Praze 14 obsahuje tvorbu výtvarných umělců umístěnou ve veřejném prostoru v katastrálním území Dolní Počernice. Seznam je řazen podle ulic a nemusí být úplný.

## Seznam uměleckých realizací
| Název                                | Fotografie                                                                        | Lokace                                                 | Autor                                    | Rok  | Popis                                            | Poznámka                                     |
| ------------------------------------ | --------------------------------------------------------------------------------- | ------------------------------------------------------ | ---------------------------------------- | ---- | ------------------------------------------------ | -------------------------------------------- |
| Kočičí hrádek                        |                                                                                   | Ke Hrázi 50°5′10,79″ s. š., 14°34′42,36″ v. d.         | František Skála ml. (*1956)              | 1987 | pískovec, žula                                   | zámecký park, jižní část                     |
| Fontána v zámeckém parku (†)         |                                                                                   | Národních Hrdinů 50°5′18,11″ s. š., 14°34′40,67″ v. d. | Zdeněk Lhotský (*1956)                   | 1987 | fontána, pískovec, měď                           | zámecký park, 2007 poničeno, 2010 odstraněno |
| Mostek I. - zámecký park             |                                                                                   | Národních Hrdinů 50°5′15,53″ s. š., 14°34′40,17″ v. d. | Stefan Milkov (*1955) Ivan Exner (*1960) | 1987 | architektonický objekt, beton, sklolaminát       | zámecký park                                 |
| Mostek II. - zámecký park            |                                                                                   | Národních Hrdinů 50°5′15,8″ s. š., 14°34′38,82″ v. d.  | Petr Václavek (*1958)                    | 1987 | architektonický objekt, beton, železo, slitiny   | zámecký park                                 |
| Mříže pro hlavní a boční brány parku | Kategorie „Mříže pro hlavní a boční brány parku (Jan Mayer)“ na Wikimedia Commons | Národních Hrdinů 50°5′18,67″ s. š., 14°34′38,81″ v. d. | Jan Mayer                                | 1987 | mříž, železo, slitiny                            | zámecký park                                 |
| Pergola zámecké oranžerie            |                                                                                   | Národních Hrdinů 50°5′18,33″ s. š., 14°34′39,75″ v. d. | Jan Mayer František Svoboda              | 1987 | architektonický objekt, dub, božanovský pískovec | zámecký park                                 |
| Pítko "Šroub" v zámeckém parku       | Kategorie „Pítko Šroub (Roman Ťalský)“ na Wikimedia Commons                       | Národních Hrdinů 50°5′17,36″ s. š., 14°34′41,73″ v. d. | Roman Ťalský (*1957)                     | 1987 | pítko, pískovec                                  | zámecký park                                 |